# Lophoptera huma
Lophoptera huma är en fjärilsart som beskrevs av Swinhoe 1903. Lophoptera huma ingår i släktet Lophoptera och familjen nattflyn. Inga underarter finns listade i Catalogue of Life.